# Лебедевка (Легостаевский сельсовет)
Лебедевка — упразднённая деревня в Искитимском районе Новосибирской области. На момент упразднения входила в состав Легостаевского сельсовета. Исключена из учётных данных в 1977 году.

## География
Деревня располагалась в месте слияния рек Крапивинка и Кинтереп, в 11 км (по прямой) к востоку от села Гусельниково.

## История
Деревня была основана в 1910 году. В 1928 году состояла из 129 хозяйств. В административном отношении являлась центром Лебедевского сельсовета Легостаевского района Новосибирского округа Сибирского края. В деревне размешалась школа 1-й ступени.
Решением Новосибирского облисполкома от 01.12.1977 г. № 799 деревня исключена из учётных данных.

## Население
По переписи 1926 г. в деревне проживало 721 человек (351 мужчина и 370 женщин), основное население — русские